# تباله
تباله (به عربی: تبالة) یک منطقهٔ مسکونی در عربستان سعودی است که در استان عسیر واقع شده‌است. تباله ۵٬۶۷۰ نفر جمعیت دارد.